# Bill Rowe
Bill Rowe (Crook, 2 de fevereiro de 1931 — Northwood, 29 de setembro de 1992) é um sonoplasta britânico. Venceu o Oscar de melhor mixagem de som na edição de 1988 por The Last Emperor, ao lado de Ivan Sharrock.